# Jim Dine
James Lewis (Jim) Dine (Cincinnati, 16 juni 1935) is een Amerikaans beeldhouwer en popartkunstenaar.

## Leven en werk
Dine bezocht achtereenvolgens de University of Cincinnati en de Boston School of Fine and Applied Arts en sloot zijn studie in 1957 af met een Bachelor of Fine Arts van de Ohio State University in Ohio. Eind vijftiger jaren trok Dine de aandacht met zijn deelname aan de zogenaamde happenings in de met Claes Oldenburg en Allan Kaprow opgerichte eigen Judson Gallery. Zijn eerste solo-expositie kreeg hij in 1960 bij de Reuben Gallery in New York. In 1962 exposeerde hij met onder anderen Roy Lichtenstein, Andy Warhol, Robert Dowd, Phillip Hefferton, Joe Goode, Edward Ruscha en Wayne Thiebaud tijdens de baanbrekende tentoonstelling New Painting of Common Objects in het Norton Simon Museum in Pasadena (Californië). Deze expositie wordt beschouwd als de eerste popart-tentoonstelling in de Verenigde Staten.
In de vroege zestiger jaren maakte Dine popart-objecten, die hem succes brachten, ook bij de critici, maar hem niet tevreden stelden. Tussen 1960 en 1965 vervulde hij diverse gastdocentschappen. Hij werd uitgenodigd voor deelname aan de Biënnale van Venetië in 1964. In 1967 verhuisde hij naar Londen, waar hij zich gedurende vier jaar verder ontwikkelde en samenwerkte met Eduardo Paolozzi. In 1968 nam hij deel aan de 4. documenta in Kassel. Hij keerde in 1971 terug en concentreerde zich op het maken van series tekeningen. In de tachtiger jaren ging de beeldhouwkunst een belangrijke plaats innemen binnen zijn oeuvre.

## Exposities
In 1984 exposeerde het Walker Art Center in Minneapolis de tentoonstelling "Jim Dine: Five Themes". In 1989 volgde het Minneapolis Institute of Arts met "Jim Dine Drawings: 1973-1987".
In 2004 organiseerde de National Gallery of Art, in Washington D.C. de tentoonstelling "Drawings of Jim Dine" en in 2007 nam hij in Chicago deel aan de expositie in de openbare ruimte "Cool Globes: Hot Ideas for a Cooler Planet".

## Trivia
- Volgens James Rado, de co-auteur (met Gerome Ragni) van de rock musical Hair uit 1969, was het een werk van Dine getiteld "Hair", waaraan de musical zijn naam dankt.

## Fotogalerij

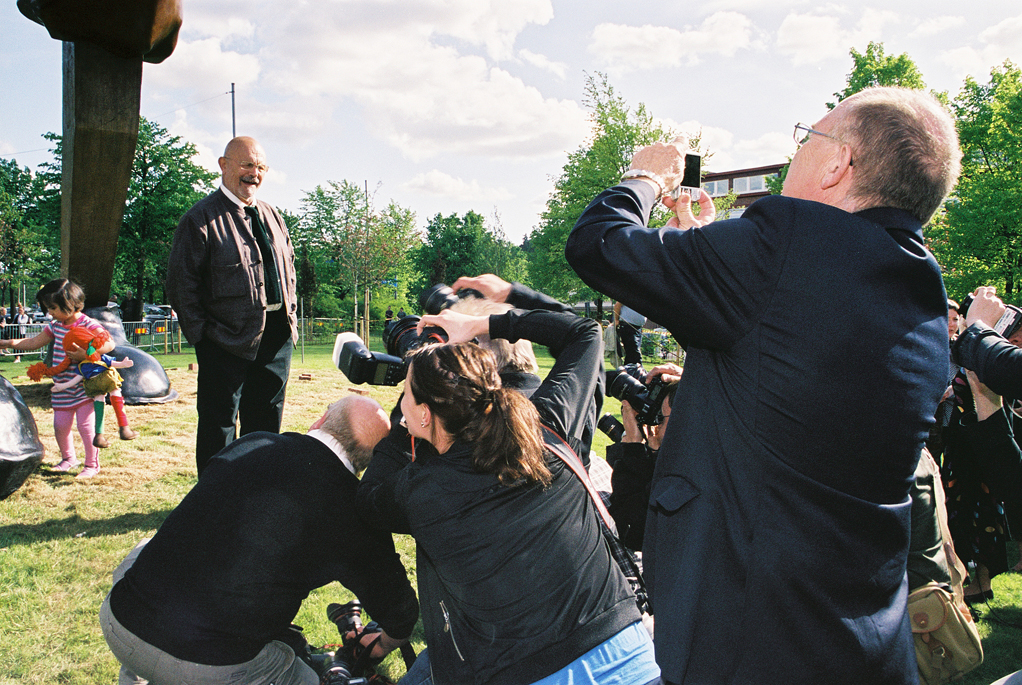
Jim Dine, presentatie Pinocchio aan de pers in Borås, Zweden
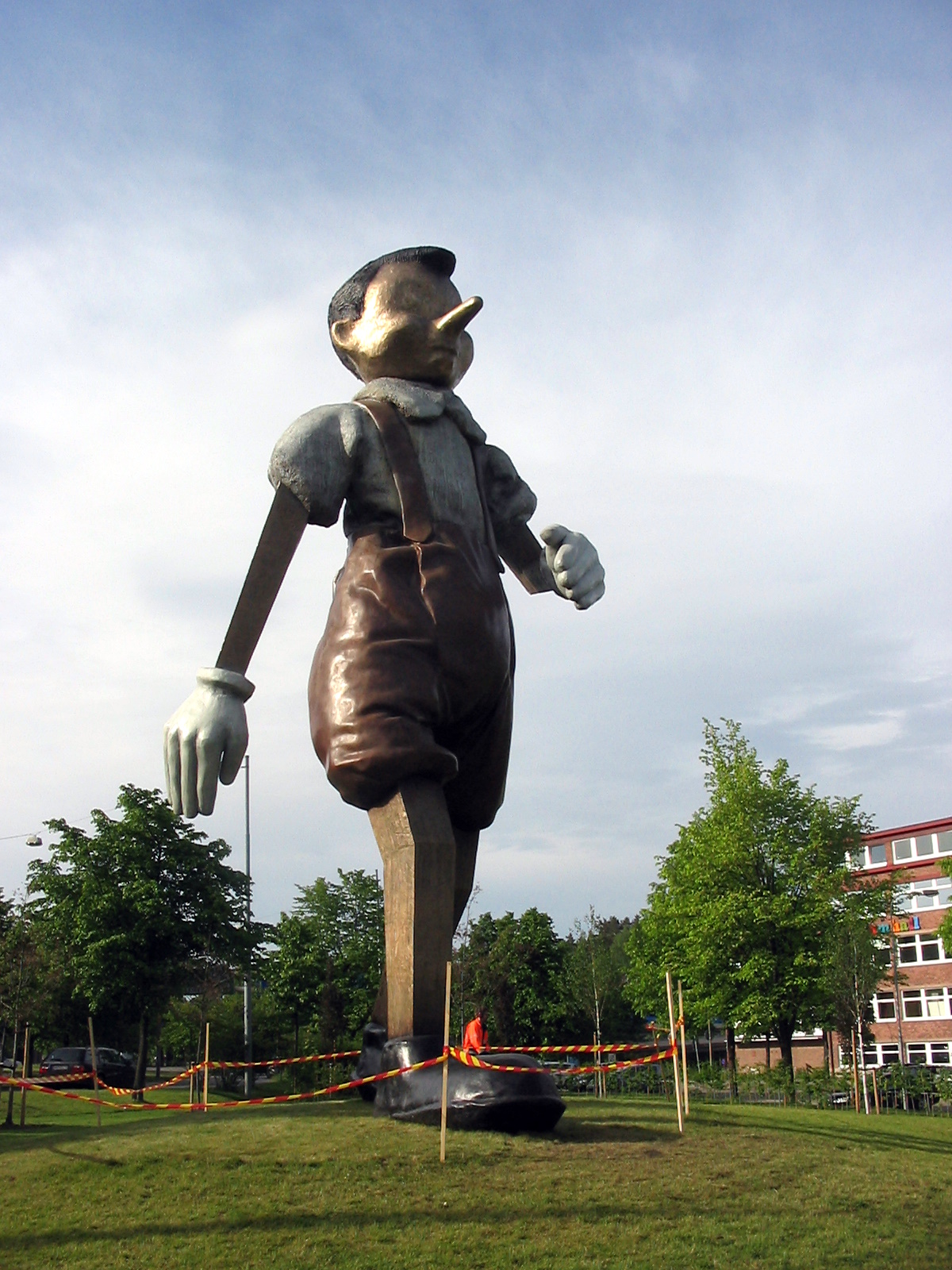
Pinocchio (2008)
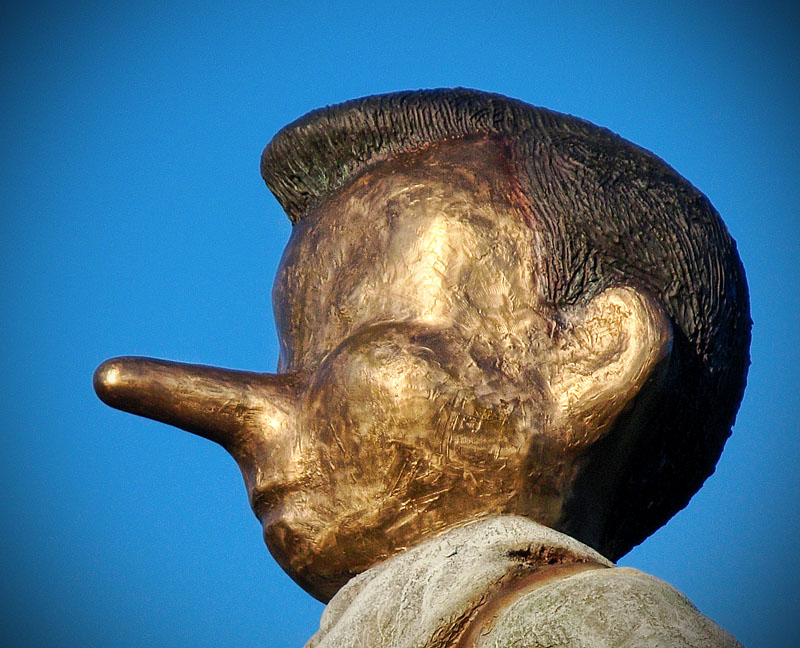
Detail Pinocchio